# Richard Herd
Richard Herd, właśc. Richard Thomas Herd Jr. (ur. 26 września 1932 w Bostonie, zm. 26 maja 2020 w Los Angeles) – amerykański aktor filmowy, telewizyjny i głosowy. Grywał głównie twardych policjantów, bezwzględnych dyrektorów korporacyjnych czy złoczyńców w dramatach, dreszczowcach i serialach science fiction, zanim zyskał na popularności jako pan Wilhelm, szef George’a Costanzy (Jason Alexander) w sitcomie NBC Kroniki Seinfelda (1995–1998).

## Życiorys

### Wczesne lata
Urodził się w Bostonie w stanie Massachusetts jako syn Katherine i Richarda Herda Seniora, który był inżynierem kolejowym. Kiedy jego ojciec zmarł w młodym wieku, matka wyszła ponownie za mąż, a rodzina przeniosła się do Brockton w Massachusetts, gdzie jego ojczym pracował w sklepie samochodowym. Miłość do muzyki i sztuki zaszczepiła w nim już w dzieciństwie jego matka. Karierę aktorską rozpoczął jeszcze w szkole średniej, co spowodowało, że otrzymał upragnioną dwuletnią praktykę w Boston Summer Stock Theatre.

### Kariera
Brał udział w reklamach papierosów i innych produktów z Newport. Jego debiut ekranowy miał miejsce w komedii fantastycznej Herkules w Nowym Jorku (1970) u boku Arnolda Schwarzeneggera. Pierwszą znaczącą rolą Herda była postać Evana McCormacka, skorumpowanego prezesa California Gas & Electric Board w dreszczowcu Jamesa Bridgesa Chiński syndrom (1979) z Jane Fondą, Jackiem Lemmonem i Michaelem Douglasem.
Występował w serialach: T. J. Hooker (1982–1984) jako kapitan Dennis Sheridan, NBC V (1983) i V: The Final Battle (1984) w roli komandora Johna, SeaQuest (1993−1994) w roli admirała Williama Noyce’a i Star Trek: Voyager (1999–2001) w roli admirała Owena Parisa. Gościnnie grał też w innych serialach, w tym T.J. Hooker, Kroniki Seinfielda, M*A*S*H, Prywatny Detektyw Jim Rockford, The Feather and Father Gang, Złotka, Starsky i Hutch, Drużyna A, Rozmowa po północy, Hart to Hart, Nowojorscy gliniarze, Niebieski Pacyfik, JAG i CSI: Kryminalne zagadki Miami.
Znany był ze swojego podobieństwa do Karla Maldena.

## Życie prywatne
W chwili śmierci Herd mieszkał w Los Angeles ze swoją żoną, Patricią Crowder Herd. Zmarł na nowotwór złośliwy w swoim domu 26 maja 2020 w wieku 87 lat.

## Filmografia

### Filmy
- 1970: Herkules w Nowym Jorku jako prezenter telewizyjny
- 1976: Wszyscy ludzie prezydenta jako James W. McCord, Jr.
- 1977: Nigdy nie obiecywałem ci ogrodu pełnego róż jako dr Halle
- 1978: F.I.S.T. jako Mike Monahan
- 1979: Chiński syndrom jako Evan McCormack
- 1979: Cebulowe pole jako policjant
- 1980: Szeregowiec Benjamin jako generał  Foley
- 1983: Układ stulecia jako Lyle
- 1987: Samoloty, pociągi i samochody jako Walt
- 1996: Sierżant Bilko jako generał Tennyson
- 1997: Północ w ogrodzie dobra i zła jako Henry Skerridge
- 2005: Gabinet doktora Caligari jako komisarz Hans Raab
- 2017: Uciekaj! jako Roman Armitage
- 2018: Przemytnik jako Tim Kennedy

### Seriale TV
- 1975: Kojak jako Bob
- 1977: Ulice San Francisco jako Greene
- 1979: Starsky i Hutch jako agent FBI Smithers
- 1980: M*A*S*H jako kapitan Snyder, „Back Pay”
- 1981: Największy amerykański bohater jako Adam Taft
- 1980–1981: Dallas jako John Mackey
- 1984–1985: Hardcastle i McCormick jako pułkownik Joe Bartz / Arthur Huntley / Lonnie Vanatta
- 1985: Nieustraszony jako Lyle Jastrow
- 1985: Drużyna A jako Jonathan Durcell
- 1986: Napisała: Morderstwo jako Harvey McKittrick
- 1986: Dynastia jako Jim Ellison
- 1987: Córeczki milionera
- 1987: Posterunek przy Hill Street jako Mike
- 1989: Złotka jako Ernie
- 1989: Matlock jako kapitan policji Edward Hanna
- 1990: Gliniarz i prokurator jako Frank Bronski
- 1990: Knots Landing jako dr Aaron Stahl
- 1991: Zagubiony w czasie jako kpt. Galaxy
- 1992: Renegat jako szeryf Frank Brown
- 1993: Doktor Quinn jako dr John Hansen
- 1993: Napisała: Morderstwo jako Arnett Cobb
- 1993: Zagubiony w czasie jako Ziggy Ziganovich / Moe Stein
- 1993−1994: SeaQuest jako admirał Noyce / sekretarz generalny Noyce
- 1995: Ostry dyżur jako dr Murphy
- 1995–1998: Kroniki Seinfelda jako Wilhelm
- 1996: Strażnik Teksasu jako generał Garrity
- 1996: Grace w opałach jako kapitan policji
- 1997: Buffy: Postrach wampirów jako dr Backer
- 1997–1998: Niebieski Pacyfik jako Ethan Callaway
- 1998: Diagnoza morderstwo jako Archie Mullen
- 1998: Karolina w mieście jako Barney Baxter
- 1999–2001: Star Trek: Voyager jako Owen Paris
- 2000: JAG – Wojskowe Biuro Śledcze jako Charlie Hoskins
- 2002: Sprawy rodzinne jako sędzia Neil Walker
- 2002: Bez pardonu jako Sam SheridanAndi
- 2003–2004: Everwood jako Herb Roberts
- 2004: Życie na fali jako Bill Shaughnessy / wujek Shaun
- 2004: Nowojorscy gliniarze jako Jimmy McGowan
- 2005: Zaklinacz dusz jako Stephen Devine
- 2007: Gotowe na wszystko jako Harry Gaunt
- 2008: Dowody zbrodni jako Gene Karnow '08
- 2012: CSI: Kryminalne zagadki Miami jako sędzia Paul Landsman
- 2013: Partnerki jako Patrick Doyle, Sr.
- 2018: Shameless – Niepokorni jako
- 2018: Hawaii Five-0 jako stary Milton

### Gry wideo
- 2006: Blue Dragon jako Stary Nene (głos)
- 2010: Fallout: New Vegas jako ojciec Elijah (głos)
- 2013: BioShock Infinite jako kaznodzieja Witting (głos)